# Olympische Sommerspiele 2020/Wasserspringen – 10 m Turmspringen (Frauen)
Das 10-m-Turmspringen der Frauen bei den Olympischen Spielen 2020 in Tokio fand am 4. und 5. August 2021 im Tokyo Aquatics Centre statt.

## Titelträger
| Olympiasiegerin | Ren Qian  | 439,25 | Rio de Janeiro 2016 |
| Weltmeisterin   | Chen Yuxi | 439,00 | Gwangju 2019        |

## Regeln
Der Wettbewerb war auf drei Runden aufgeteilt:
- Qualifikation: Jede Springerin absolvierte fünf Sprünge, die besten 18 zogen ins Halbfinale ein.
- Halbfinale: Jede Springerin absolvierte fünf Sprünge, die Punktzahl aus der Qualifikation wurde nicht übernommen. Die besten 12 zogen ins Finale ein.
- Finale: Jede Springerin absolvierte fünf Sprünge, die Punktzahl aus dem Halbfinale wurde nicht übernommen.

Aus den sechs Sprunggruppen musste pro Sprung jeweils eine Kombination gewählt werden; Vorwärts-, Rückwärts-, Auerbach-, Delphin-, Schrauben-, Handstand- und Handstandsprünge mit Schrauben. Die Sprünge wurden von sieben Preisrichtern bewertet, die Punktzahlen zwischen 0 und 10 vergaben. Die jeweils zwei besten und zwei schlechtesten Bewertungen pro Sprung wurden nicht gezählt, die restlichen drei Bewertungen stattdessen addiert und mit der Schwierigkeit des Sprungs multipliziert, um die Endpunktzahl zu ermitteln.

## Qualifikation
4. August 2021, 15:00 Uhr UTC+9
Die besten 18 Springerinnen zogen ins Halbfinale ein.
| Rang | Athletin                  | Nation             | Punkte |    |           |       |        |
| ---- | ------------------------- | ------------------ | ------ | -- | --------- | ----- | ------ |
| Rang | Athletin                  | Nation             | Punkte | 01 | Chen Yuxi | China | 390,70 |
| 02   | Quan Hongchan             | China              | 364,65 |    |           |       |        |
| 03   | Delaney Schnell           | Vereinigte Staaten | 360,75 |    |           |       |        |
| 04   | Melissa Wu                | Australien         | 351,20 |    |           |       |        |
| 05   | Meaghan Benfeito          | Kanada             | 331,85 |    |           |       |        |
| 06   | Elena Wassen              | Deutschland        | 323,80 |    |           |       |        |
| 07   | Lois Toulson              | Großbritannien     | 314,00 |    |           |       |        |
| 08   | Julija Timoschinina       | ROC                | 313,20 |    |           |       |        |
| 09   | Alejandra Orozco          | Mexiko             | 308,10 |    |           |       |        |
| 10   | Andrea Spendolini-Sirieix | Großbritannien     | 307,70 |    |           |       |        |
| 11   | Celine van Duijn          | Niederlande        | 306,80 |    |           |       |        |
| 12   | Gabriela Agúndez          | Mexiko             | 297,65 |    |           |       |        |
| 13   | Christina Wassen          | Deutschland        | 297,15 |    |           |       |        |
| 14   | Alaïs Kalonji             | Frankreich         | 295,80 |    |           |       |        |
| 15   | Sarah Jodoin Di Maria     | Italien            | 291,05 |    |           |       |        |
| 16   | Tanya Watson              | Irland             | 289,40 |    |           |       |        |
| 17   | Katrina Young             | Vereinigte Staaten | 286,65 |    |           |       |        |
| 18   | Pandelela Rinong          | Malaysia           | 284,90 |    |           |       |        |
| 19   | Kwon Ha-lim               | Südkorea           | 278,00 |    |           |       |        |
| 20   | Maha Gouda                | Ägypten            | 275,30 |    |           |       |        |
| 21   | Nikita Hains              | Australien         | 270,00 |    |           |       |        |
| 22   | Matsuri Arai              | Japan              | 268,80 |    |           |       |        |
| 23   | Celina Toth               | Kanada             | 261,40 |    |           |       |        |
| 24   | Ingrid Oliveira           | Brasilien          | 261,20 |    |           |       |        |
| 25   | Anna Konanichina          | ROC                | 252,85 |    |           |       |        |
| 26   | Cheong Jun Hoong          | Malaysia           | 251,80 |    |           |       |        |
| 27   | Noemi Batki               | Italien            | 226,95 |    |           |       |        |
| 28   | Anne Tuxen                | Norwegen           | 219,15 |    |           |       |        |
| 29   | Sofija Lyskun             | Ukraine            | 216,55 |    |           |       |        |
| 30   | Freida Lim                | Singapur           | 215,90 |    |           |       |        |

## Halbfinale
5. August 2021, 10:00 Uhr UTC+9
Die besten 12 Springerinnen zogen ins Finale ein.
| Rang | Athletin                  | Nation             | Punkte |    |               |       |        |
| ---- | ------------------------- | ------------------ | ------ | -- | ------------- | ----- | ------ |
| Rang | Athletin                  | Nation             | Punkte | 01 | Quan Hongchan | China | 415,65 |
| 02   | Chen Yuxi                 | China              | 407,75 |    |               |       |        |
| 03   | Delaney Schnell           | Vereinigte Staaten | 342,75 |    |               |       |        |
| 04   | Gabriela Agúndez          | Mexiko             | 337,30 |    |               |       |        |
| 05   | Melissa Wu                | Australien         | 334,50 |    |               |       |        |
| 06   | Julija Timoschinina       | ROC                | 319,80 |    |               |       |        |
| 07   | Pandelela Rinong          | Malaysia           | 315,75 |    |               |       |        |
| 08   | Andrea Spendolini-Sirieix | Großbritannien     | 314,00 |    |               |       |        |
| 09   | Lois Toulson              | Großbritannien     | 311,30 |    |               |       |        |
| 10   | Celine van Duijn          | Niederlande        | 306,45 |    |               |       |        |
| 11   | Elena Wassen              | Deutschland        | 303,70 |    |               |       |        |
| 12   | Alejandra Orozco          | Mexiko             | 301,40 |    |               |       |        |
| 13   | Meaghan Benfeito          | Kanada             | 296,40 |    |               |       |        |
| 14   | Sarah Jodoin Di Maria     | Italien            | 294,00 |    |               |       |        |
| 15   | Tanya Watson              | Irland             | 278,15 |    |               |       |        |
| 16   | Alaïs Kalonji             | Frankreich         | 269,00 |    |               |       |        |
| 17   | Katrina Young             | Vereinigte Staaten | 263,60 |    |               |       |        |
| 18   | Christina Wassen          | Deutschland        | 237,30 |    |               |       |        |

## Finale
5. August 2021, 15:00 Uhr UTC+9
| Rang | Athletin                  | Nation             | Punkte |    |               |       |        |
| ---- | ------------------------- | ------------------ | ------ | -- | ------------- | ----- | ------ |
| Rang | Athletin                  | Nation             | Punkte | 01 | Quan Hongchan | China | 466,20 |
| 02   | Chen Yuxi                 | China              | 425,40 |    |               |       |        |
| 03   | Melissa Wu                | Australien         | 371,40 |    |               |       |        |
| 04   | Gabriela Agúndez          | Mexiko             | 358,50 |    |               |       |        |
| 05   | Delaney Schnell           | Vereinigte Staaten | 340,40 |    |               |       |        |
| 06   | Alejandra Orozco          | Mexiko             | 322,05 |    |               |       |        |
| 07   | Andrea Spendolini-Sirieix | Großbritannien     | 305,50 |    |               |       |        |
| 08   | Elena Wassen              | Deutschland        | 291,90 |    |               |       |        |
| 09   | Lois Toulson              | Großbritannien     | 289,60 |    |               |       |        |
| 10   | Celine van Duijn          | Niederlande        | 287,70 |    |               |       |        |
| 11   | Julija Timoschinina       | ROC                | 263,00 |    |               |       |        |
| 12   | Pandelela Rinong          | Malaysia           | 245,85 |    |               |       |        |